# Victor Langellotti
Victor Langellotti (* 7. června 1995) je monacký profesionální silniční cyklista jezdící za UCI ProTeam Burgos BH.

## Hlavní výsledky
2017
Hry malých států Evropy
 2. místo časovka
2022
Volta a Portugal
vítěz 8. etapy
Vuelta a España
lídr  po etapách 5 – 7
2023
Kolem Turecka
vítěz 6. etapy
8. místo Tour du Doubs
9. místo Clàssica Comunitat Valenciana 1969

### Výsledky na Grand Tours
| Grand Tour      | 2022 |
| --------------- | ---- |
| Giro d'Italia   | —    |
| Tour de France  | —    |
| Vuelta a España | DNF  |

| —   | Nezúčastnil se |
| DNF | Nedokončil     |